# NGC 4715
NGC 4715 is een spiraalvormig sterrenstelsel in het sterrenbeeld Hoofdhaar. Het hemelobject werd op 10 mei 1863 ontdekt door de Duits-Deense astronoom Heinrich Louis d'Arrest.

## Synoniemen
- UGC 7986
- MCG 5-30-96
- ZWG 159.85
- NPM1G +28.0242
- PGC 43399